# قصف مدينة الجزائر (1816)
كان قصف الجزائر (27 أغسطس 1816) محاولة من بريطانيا لوضع حد للممارسات العبودية من داي الجزائر. تحت قيادة الأميرال اللورد اكسماوث قصفت السفن البريطانية والهولندية دفاعات ميناء الجزائر العاصمة.
على الرغم من أن هناك حملة مستمرة من قبل مختلف القوات البحرية الأوروبية والأمريكية لقمع القرصنة ضد الأوروبيين من شمال أفريقيا "الدول البربرية"، كان الهدف المحدد لهذه الحملة لتحرير العبيد المسيحيين والتوقف عن ممارسة استعباد الأوروبيين. تحقيقا لهذه الغاية، كان نجاحا جزئيا حيث أطلق داي الجزائر سراح حوالي 3000 من العبيد في أعقاب قصف وقعت معاهدة ضد العبودية من الأوروبيين. ومع ذلك، فإن هذه العبودية لم تنته تماما حتى الغزو الأوروبي لأفريقيا.

## خلفية

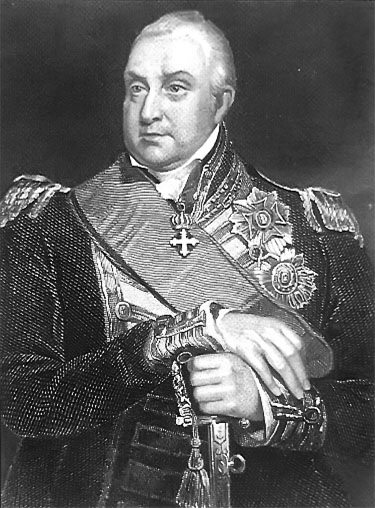
اللورد إكسموث

بعد نهاية الحروب النابليونية في عام 1815، البحرية الملكية البريطانية لم تعد بحاجة للدول البربرية كمصدر للإمدادات لجبل طارق، وأساطيلها في البحر الأبيض المتوسط، ضغطت بريطانيا لإجبار الدول البربرية لانهاء القرصنة واستعباد المسيحيين الأوروبيين. في أوائل 1816، قام اكسماوث ببعثة دبلوماسية، بدعم من سرب صغير من السفن إلى تونس، وطرابلس، والجزائر لإقناع الداي لتحرير العبيد المسيحيين. وافق الداي من تونس وطرابلس دون أي مقاومة، ولكن داي الجزائر أكثر تمردا وكانت المفاوضات العاصفة.
إعتقد اكسماوث أنه تمكن من التفاوض على معاهدة لوقف العبودية المسيحيين وعاد إلى إنكلترا. وبسبب الخلط بين الأوامر، قتلت القوات الجزائرية 200 صياد من كورسيكا، وصقلية، وسردينيا الذين كانوا تحت حماية بريطانية لحظات فقط بعد توقيع المعاهدة.
سبب هذا عم غضب في بريطانيا وأوروبا، واعتبرت المفاوضات اكسماوث بأنها فاشلة. كنتيجة لذلك، صدر أمر اكسموث بالإبحار مرة أخرى لإكمال هذه المهمة، ومعاقبة الجزائريين. عندما وصل البريطانيون إلى جبل طارق، سرب من خمس فرقاطات هولندية، بقيادة نائب الأدميرال ثيودوروس فريدريك فان عرضت الانضمام إلى الحملة.

## خطة للهجوم

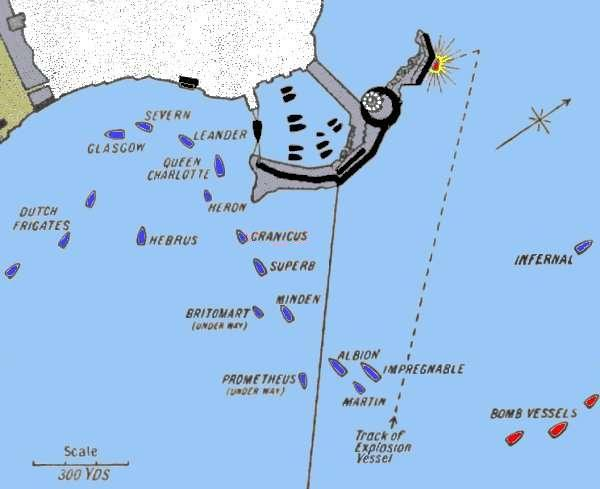
رسم يظهر مواقف الأسطول خلال القصف

قبل يوم من الهجوم، حاولوا سرا إنقاذ القنصل البريطاني وزوجته والرضع. تم اكتشاف بعض من فريق الإنقاذ وقبض عليهم. وكانت خطة الهجوم بالسفن الكبيرة، كان على السفن الاقتراب من مصب الميناء لقصف أكبر عدد ممكن من البطارية الجزائرية، وقصف السفن الجزائرية الراسية.

## قصف
رست فرقاطة حوالي 73 مترا قبالة مصب الميناء، تواجه المدافع الجزائرية. ومع ذلك، فإن عددا من السفن الأخرى كانت راسية على بعد 350 م، خفض هذا الخطأ فعالية هذه السفن وعرضهم لضراوة النيران الجزائرية. قرر الداي أنه لن يطلق الطلقة الأولى.
وكانت خطة داي السماح للأسطول لرسو ثم يهجم عن طريق القوارب الصغيرة والصعود على متن السفن وذلك لتفوق الانجلوهولندي من حيث العدد وقوة النيران.
- في الساعة 15:15. بدأ اكسماوث فورا عن عمليات القصف. انطلقت القافلة الجزائرية محاولة للصعود ولكن غرقت ثلاثة وثلاثين من قواربهم.بعد ساعات، والمدافع تقصف عم الصمت على نحو فعال، وحول اكسماوث انتباهه إلى الشحن في الميناء، الذي دمره

- 19:30. تم تدمير أحد الفرقاطة الجزائرية، تم تدمير ثلاث فرقاطات أخرى وخمسة طرادات بنيران مدافع الهاون والصواريخ. على الرغم من أن الأسطول قصف المدينة، كان هناك أضرار طفيفة نسبيا على بناء المنازل يعني أن القذائف مرت من خلال الجدران، وتركة حفرا أنيق دون تدميرها. تسببت قذائف الهاون المتفجرة والصواريخ في بعض الدمار في المباني المحلية، والنقل البحري في الميناء أحرق بشدة والمستودعات اشتعلت في المكان. على الرغم من هذا، البطاريات الجزائرية لا يمكن أن تحافظ على نيرانها،

- 22:15، أعطى اكسماوث الأوامر بالإبحار خارج نطاق المدافع الجزائرية وتركت سفينة واحدة للحفاظ على النيران ودحر أي محاولات للمقاومة.

- 1:30 من صباح اليوم التالي، كان الأسطول راسي خارج نطاق المدافع الجزائرية، وعولج الجرحى، والطاقم مسح الأضرار الناجمة عن المدافع الجزائرية. وكانت الخسائر على الجانب البريطاني 16٪ بين قتيل وجريح. وعلى سبيل المقارنة، فإن الخسائر البريطانية في معركة طرف الغار كان 9 في المئة فقط. سرب المتحالفة أطلقوا أكثر من 50,000 الجولة إطلاق نار واستخدموا 118 طناً من البارود، وسفن المقنبلة قد أطلقت 960 قذيفت هاون المتفجرة.

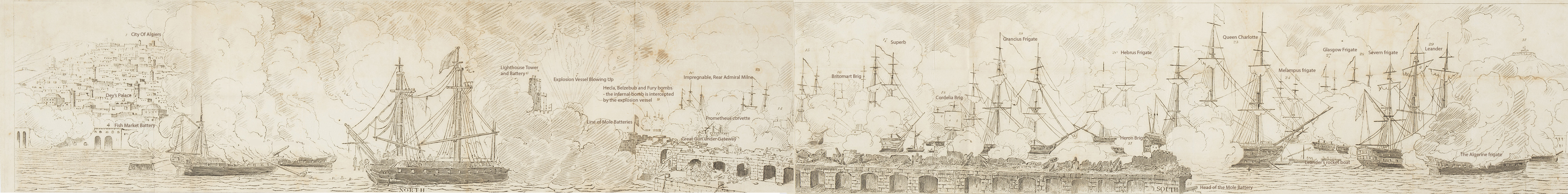
لوحة بانورامية لقصف مدينة الجزائر

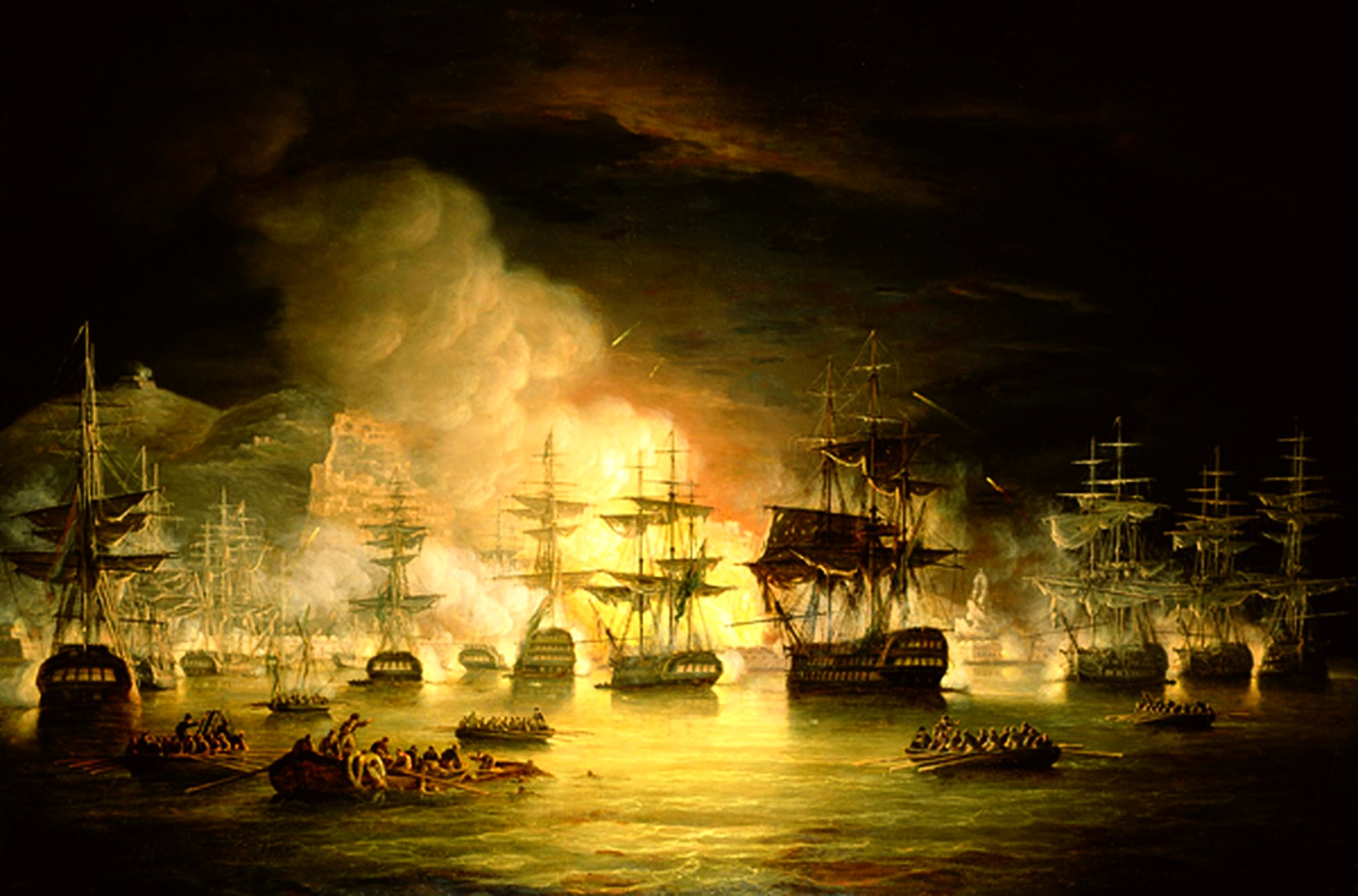
لوحة من عمل توماس لوني
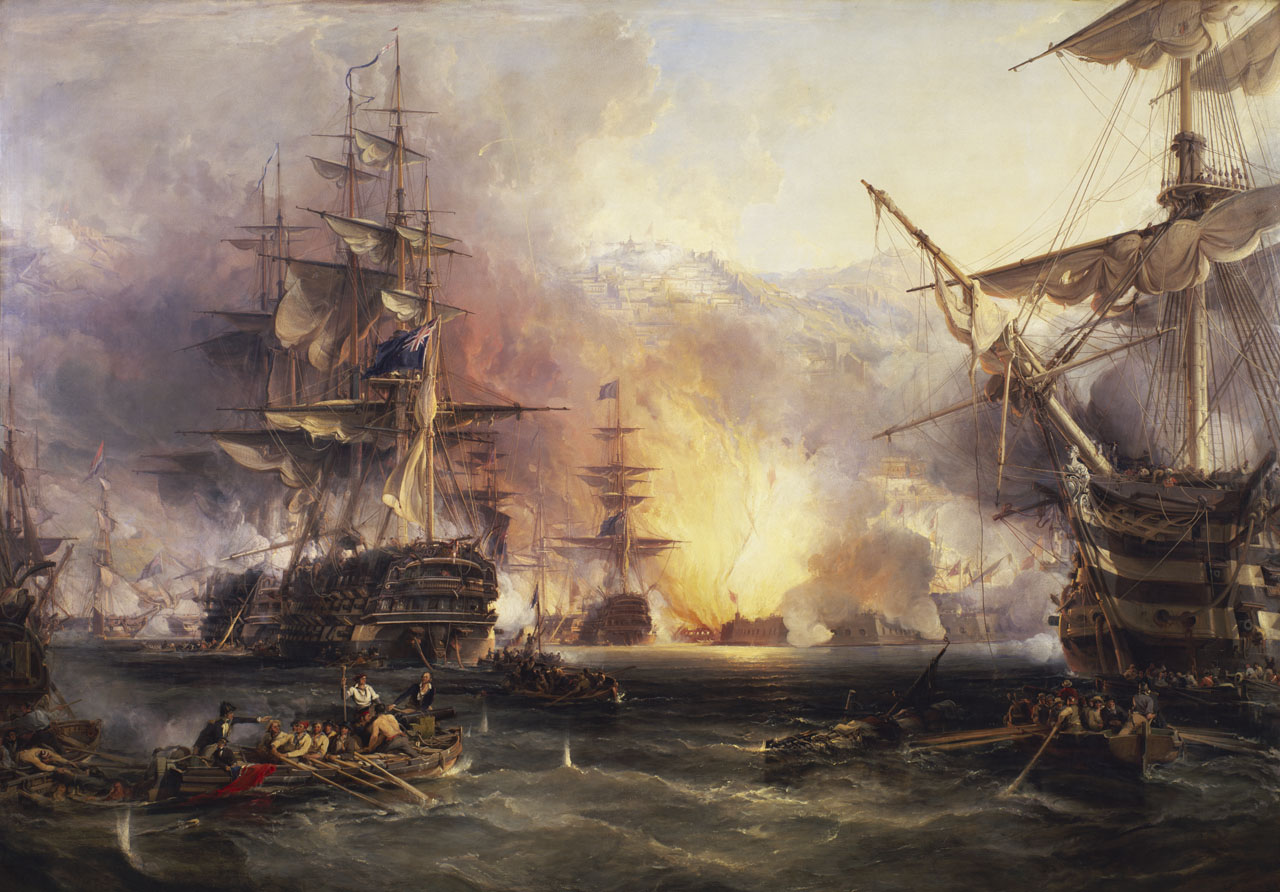
اللوحة التي رسمها جورج شمبر
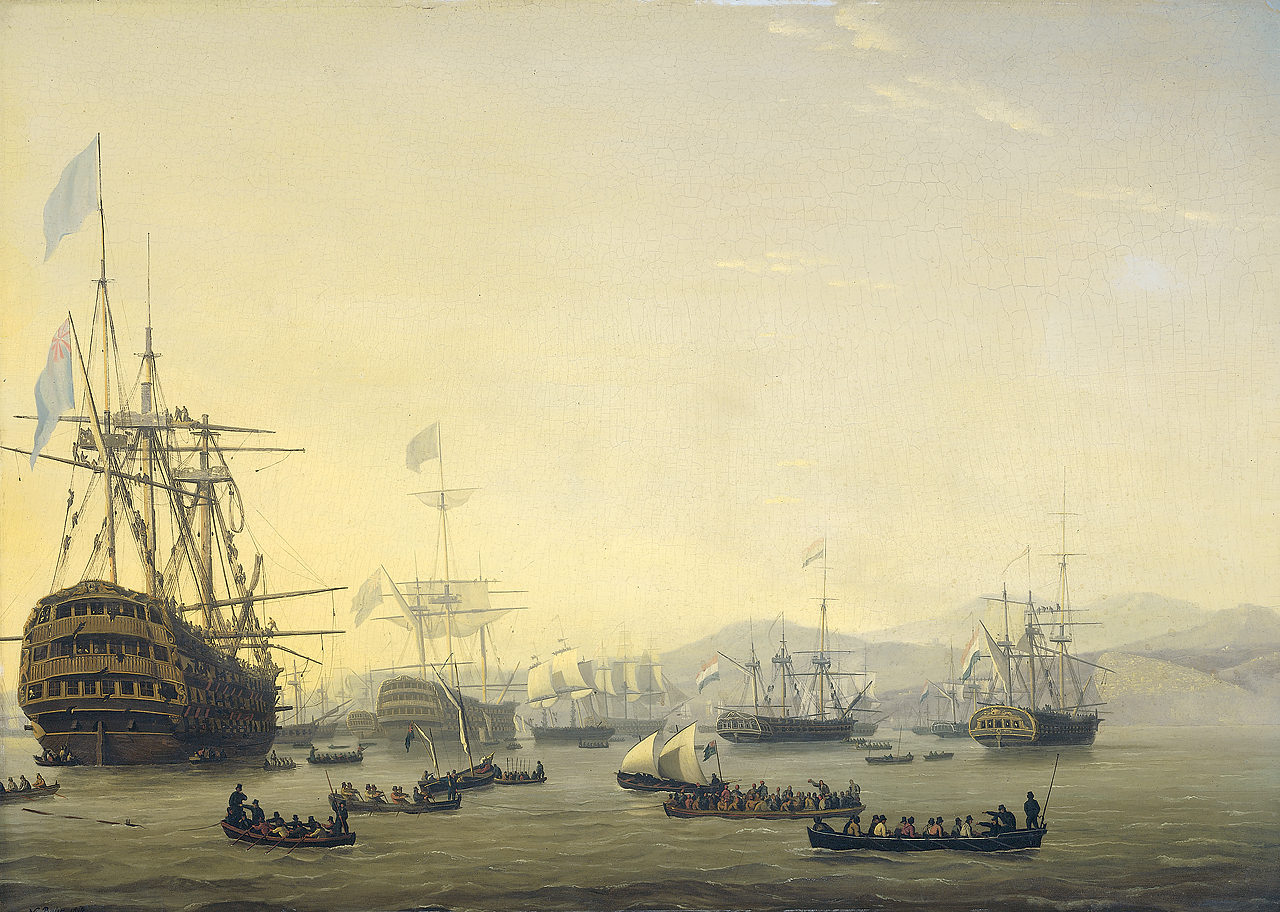
مجلس حرب على متن الملكة شارلوت، 1818
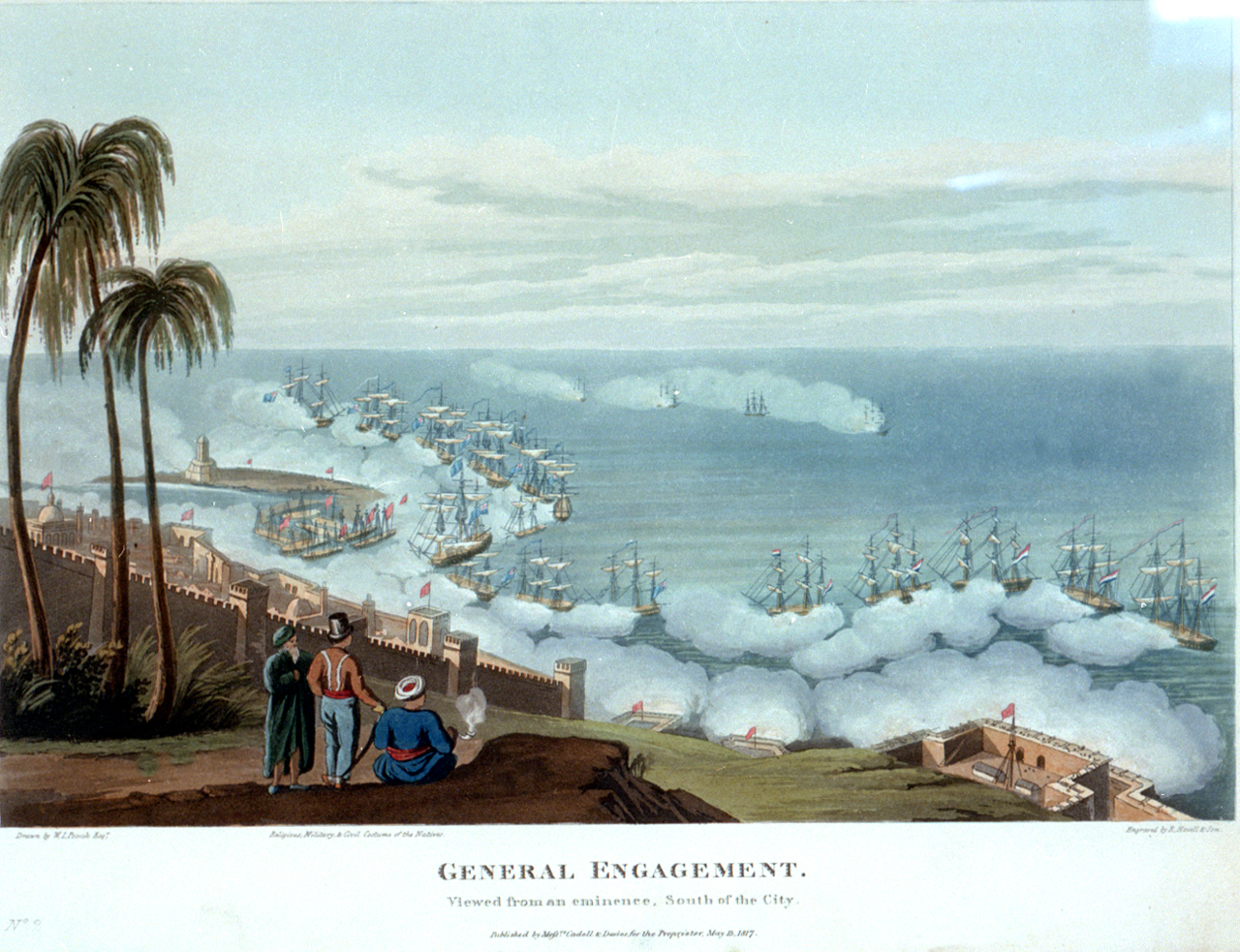

## نتيجة
في اليوم التالي عند الظهر، أرسل اكسماوث الرسالة التالية إلى داي:
| قصف مدينة الجزائر (1816) | سيدي، لفظائعك في بونا على المسيحيين العزل، لا يليق تجاهل مطالب الذي أدليت بها أمس باسم الأمير ريجنت في "إنكلترا"، الأسطول تحت أوامري أعطت لك إشارة قصاص، بالتدمير الكامل للبحرية، ومخزن، والترسانة، مع نصف البطاريات الخاصة بك. كما أن إنجلترا لا تحارب لتدمير المدن، وأنا على استعداد لزيارتك شخصيا وعدم زيادة الوحشية على سكان البلد، ولذلك أقدم لكم نفس شروط السلام التي نقلت إليكم أمس باسم دولتي ذات السيادة. دون قبول هذه الشروط، يمكن أن لا سلام مع إنجلترا. | قصف مدينة الجزائر (1816) |

- وحذر من أنه إذا لم تكن مقبولة، انه سيواصل القصف. قبل الداي الشروط، لم يدرك أنها كانت مجرد خدعة، حيث أن الأسطول أطلق بالفعل تقريبا كل ذخيرته.

- تم توقيع معاهدة في 24 سبتمبر 1816. وأفرج داي 1083 من العبيد المسيحيين والقنصل البريطاني. تم تحرير أكثر من 3000 عبيد في مجموعة في وقت لاحق.

- بعد بعض الوقت، وفي يوم 27 نوفمبر. تمّ خنق عمر آغا لاحقاً من طرف جنوده الانكشاريين الذين اتهموه بالخوف والجبن، وجددت الجزائر والدول البربرية الأخرى القرصنة والعبودية، كما حصل عائدات الفدية لبعض العبيد الأوروبية، وكان سوق للآخرين.
- ملاحظات دريشر: الجزائر كانت القضية الوحيدة في الستين عاماً من قمع تجارة الرقيق البريطانية التي فقدت فيها بريطانية عددا كبيرا من الأرواح في القتال الفعلي.